# جوزپ سامیتیر
جوزپ سامیتیر ویلالتا (به انگلیسی: Josep Samitier Vilalta) ‏(۲ فوریه ۱۹۰۲ - ۵ مه ۱۹۷۲) که با نام خوزه سامیتیر هم شناخته می‌شود، فوتبالیست و مدیر اسپانیایی بود که سابقه بازی در بارسلونا، رئال مادرید، نیس و همچنین تیم ملی فوتبال کاتالونیا و تیم ملی فوتبال اسپانیا را دارد.
وی در طول زندگی حرفه‌ای خود ۳۳۳ گل را با بارسلونا به ثمر رساند. همچنین در سال ۱۹۴۵ به عنوان مدیر رهبری بارسلونا را به عهده داشت.